# ソウル・チルドレン
ソウル・チルドレン (The Soul Children) は、アメリカ合衆国テネシー州メンフィスで結成された、男女4人組のソウル・グループである。
アイザック・ヘイズ&デヴィッド・ポーターの制作で、1968年にデビューした。メンバーのジョン・コルバートは、Jブラックフット名義で1983年に「タクシー」のソウル・ヒットを放っている。